# Elisa Longo Borghini
Elisa Longo Borghini (Verbania, 10 dicembre 1991) è una ciclista su strada italiana che corre per lo UAE Team ADQ.
Attiva tra le Elite dal 2011, è stata medaglia di bronzo olimpica in linea nel 2016 e nel 2021 e bronzo mondiale in linea nel 2012, nel 2020 e nel 2024. In carriera ha vinto due Giri d'Italia (nel 2024 e nel 2025), due Giri delle Fiandre (nel 2015 e nel 2024) e una Parigi-Roubaix (nel 2022), diventando la seconda atleta italiana – e unica donna – ad aggiudicarsi entrambe le classiche monumento. Ha inoltre vinto tredici titoli nazionali, sette a cronometro e sei in linea.

## Biografia
È sorella di Paolo Longo Borghini, ex ciclista professionista, e figlia di Guidina Dal Sasso, ex sciatrice di fondo. Il 28 ottobre 2023 nel Santuario della Madonna del Boden ha sposato Jacopo Mosca, anche lui corridore professionista.

## Carriera

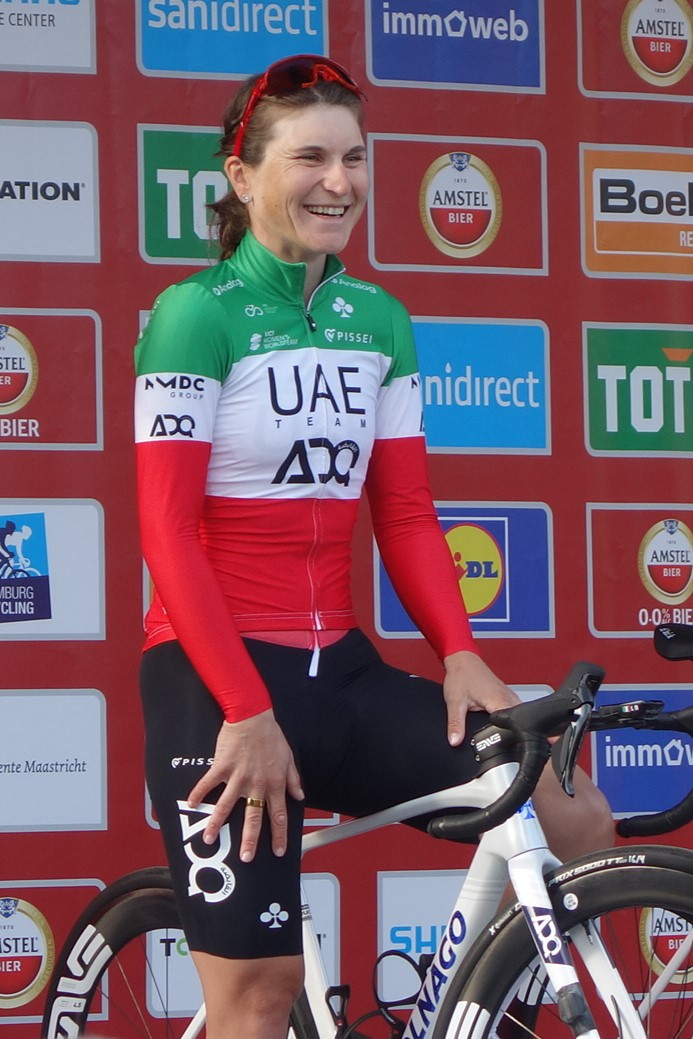
Longo Borghini in maglia tricolore all'Amstel Gold Race 2025

Nata a Verbania, cresce nella vicina Ornavasso, dove vive ancora oggi. Nel 2010 debutta con la squadra veneto-trentina Cristoforetti-Cordioli gareggiando come Under-21. Per il 2011 passa alla Top Girls Fassa Bortolo di Lucio Rigato, facendo così il suo esordio tra le Elite, mentre nel 2012 viene messa sotto contratto dalla formazione norvegese Hitec Products-Mistral Home, capitanata da Emma Johansson.
Proprio nel 2012 ottiene i primi successi nella massima categoria, vincendo la Woman's Bike Race di Montignoso e una tappa al Thüringen Rundfahrt in Germania. In stagione si aggiudica anche la maglia bianca della classifica giovani al Giro Donne, concludendo la gara al nono posto, e la medaglia di bronzo in linea ai campionati del mondo di Valkenburg, preceduta da Marianne Vos e Rachel Neylan. Conclude la stagione con la vittoria della Norges Cup a Grenland, in Norvegia.
Nel 2013, ancora in maglia Hitec Products, si aggiudica il Trofeo Alfredo Binda-Comune di Cittiglio, prima prova di Coppa del mondo. Si piazza poi seconda alla Freccia Vallone, altra gara di Coppa, e nella Emakumeen Euskal Bira, vincendo anche una tappa, e quarta al Giro delle Fiandre e al Giro del Trentino; è quindi costretta a saltare il Giro Rosa per una frattura alla cresta iliaca rimediata in una caduta ai campionati italiani. Nel finale di stagione si classifica ottava in linea ai campionati del mondo di Firenze.
Nel 2014 gareggia sempre con la Hitec Products. In primavera ottiene diversi piazzamenti in Coppa del mondo: è sesta al Trofeo Alfredo Binda, quarta al Giro delle Fiandre e terza alla Freccia Vallone. Laureatasi campionessa italiana a cronometro, in estate conclude al quinto posto (unica azzurra nella Top 10) il Giro Rosa, vincendo poi due tappe e la classifica finale del Tour de Bretagne, e una tappa e la graduatoria finale del Trophée d'Or. Ai successivi campionati del mondo di Ponferrada non coglie invece risultati di rilievo.
Per il 2015 si trasferisce tra le file della Wiggle-Honda, raggiungendo la connazionale Giorgia Bronzini. In primavera, dopo il terzo posto alla Strade Bianche e il quarto al Trofeo Alfredo Binda, si aggiudica il Giro delle Fiandre in solitaria, cogliendo così il secondo successo in Coppa del mondo. Tra giugno e luglio è quindi seconda alla Philadelphia Cycling Classic (valida anch'essa per la Coppa del mondo) e ai campionati nazionali in linea, e ottava e miglior italiana al Giro Rosa. In agosto vince due tappe e la classifica finale della Route de France; si piazza poi quarta in volata nella prova in linea dei campionati del mondo di Richmond, chiudendo quindi la stagione con il successo al Giro dell'Emilia. Nel maggio dello stesso anno viene inoltre tesserata dal Gruppo Sportivo Fiamme Oro per gareggiare nelle gare nazionali; inaugura così la sezione di ciclismo femminile del corpo sportivo della Polizia di Stato.
Il 7 agosto 2016 vince la medaglia di bronzo nella corsa in linea ai Giochi olimpici di Rio de Janeiro; un risultato che poi riesce a ripetere il 25 luglio 2021 ai successivi Giochi olimpici di Tokyo.
Il 16 aprile 2022, al termine di una fuga di oltre 30 km, si aggiudica la seconda edizione della Parigi-Roubaix. Nello stesso anno conquista il Women's Tour, piazzandosi poi quarta al Giro Donne e sesta al Tour de France.
Il 31 marzo 2024 vince il Giro delle Fiandre per la seconda volta. Nel luglio seguente vince il Giro d'Italia per la prima volta; si riconferma maglia rosa nell'edizione 2025.

## Palmarès

### Strada
- 2012 (Hitec Products-Mistral Home, una vittoria)

5ª tappa Thüringen Rundfahrt (Schmölln > Schmölln)
- 2013 (Hitec Products-UCK, due vittorie)

Trofeo Alfredo Binda - Comune di Cittiglio
5ª tappa Emakumeen Euskal Bira (Fruiz > Gatika)
- 2014 (Hitec Products, sei vittorie)

Campionati italiani, Prova a cronometro
Prologo Tour de Bretagne (Plédran > Plédran, cronometro)
3ª tappa Tour de Bretagne (Guingamp > Yffiniac)
Classifica generale Tour de Bretagne
4ª tappa Trophée d'Or (Cosne-Cours-sur-Loire > Cosne-Cours-sur-Loire)
Classifica generale Trophée d'Or
- 2015 (Wiggle-Honda, cinque vittorie)

Giro delle Fiandre
3ª tappa Route de France (Nevers > Avallon)
5ª tappa Route de France (Vesoul > Planche des Belles Filles)
Classifica generale Route de France
Giro dell'Emilia
- 2016 (Wiggle-High5, due vittorie)

Campionati italiani, Prova a cronometro
Giro dell'Emilia
- 2017 (Wiggle-High5, tre vittorie)

Strade Bianche
Campionati italiani, Prova a cronometro
Campionati italiani, Prova in linea
- 2018 (Wiggle-High5, una vittoria)

Giochi del Mediterraneo, Prova in linea
- 2019 (Trek-Segafredo, due vittorie)

4ª tappa Emakumeen Bira (Oñati > Oñati)
Classifica generale Emakumeen Bira
- 2020 (Trek-Segafredo, tre vittorie)

Campionati italiani, Prova a cronometro
8ª tappa Giro d'Italia (Castelnuovo della Daunia > San Marco la Catola)
Campionati italiani, Prova in linea
- 2021 (Trek-Segafredo, quattro vittorie)

Trofeo Alfredo Binda - Comune di Cittiglio
Campionati italiani, Prova a cronometro
Campionati italiani, Prova in linea
Grand Prix de Plouay
- 2022 (Trek-Segafredo, sei vittorie)

Parigi-Roubaix
5ª tappa The Women's Tour (Pembrey Country Park > Black Mountain)
Classifica generale The Women's Tour
Campionati italiani, Prova a cronometro
Giro dell'Emilia
Tre Valli Varesine
- 2023 (Trek-Segafredo, cinque vittorie)

3ª tappa UAE Tour (Al-'Ayn > Jebel Hafeet)
Classifica generale UAE Tour
Campionati italiani, Prova a cronometro
Campionati italiani, Prova in linea
4ª tappa Giro d'Italia (Fidenza > Borgo Val di Taro)
- 2024 (Lidl-Trek, sette vittorie)

Trofeo Oro in Euro
Giro delle Fiandre
Freccia del Brabante
Campionati italiani, Prova in linea
1ª tappa Giro d'Italia (Brescia > Brescia, cronometro)
Classifica generale Giro d'Italia
Giro dell'Emilia
- 2025 (UAE Team ADQ, sei vittorie)

3ª tappa UAE Tour (Al-'Ayn > Jebel Hafeet)
Classifica generale UAE Tour
Dwars door Vlaanderen
Freccia del Brabante
Campionati italiani, Prova in linea
Classifica generale Giro d'Italia

#### Altri successi
- 2012 (Hitec Products-Mistral Home)

Woman's Bike Race Montignoso
Classifica giovani Giro d'Italia
Classifica giovani Thüringen Rundfahrt
Classifica scalatrici Thüringen Rundfahrt
Classifica giovani Holland Ladies Tour
Norges Cup - Grenland
- 2013 (Hitec Products-UCK)

Classifica scalatrici Emakumeen Euskal Bira
- 2014 (Hitec Products)

Classifica italiane Giro d'Italia
Classifica scalatrici Tour de Bretagne
Classifica scalatrici Trophée d'Or
Classifica giovani Holland Tour
- 2015 (Wiggle-Honda)

Classifica italiane Giro d'Italia
- 2016 (Wiggle-High5)

Classifica GPM Giro d'Italia
- 2017 (Wiggle-High5)

Classifica italiane Giro d'Italia
- 2018 (Wiggle-High5)

Classifica scalatrici The Women's Tour
Classifica italiane Giro d'Italia
- 2019 (Trek-Segafredo)

Classifica a punti Emakumeen Bira
Classifica scalatrici Emakumeen Bira
Vårgårda West Sweden TTT (cronosquadre)
- 2020 (Trek-Segafredo)

1ª tappa Giro d'Italia (Grosseto > Grosseto, cronosquadre)
- 2021 (Trek-Segafredo)

1ª tappa Giro d'Italia (Fossano > Cuneo, cronosquadre)
Campionati europei, Staffetta mista
- 2022 (Trek-Segafredo)

1ª tappa Madrid Challenge by La Vuelta (Marina de Cudeyo > Marina de Cudeyo, cronosquadre)
- 2024 (Lidl-Trek)

1ª tappa Vuelta a España (Valencia > Valencia, cronosquadre)

## Piazzamenti

### Grandi Giri
- Giro d'Italia

2011: 18ª
2012: 9ª
2014: 5ª
2015: 8ª
2016: 11ª
2017: 2ª
2018: 10ª
2019: 8ª
2020: 3ª
2021: 14ª
2022: 4ª
2023: non partita (6ª tappa)
2024: vincitrice
2025: vincitrice
- Tour de France

2022: 6ª
2023: non partita (7ª tappa)
2025: non partita (3ª tappa)
- Vuelta a España

2024: 3ª

### Classiche monumento
- Giro delle Fiandre

2011: 52ª
2012: 23ª
2013: 4ª
2014: 4ª
2015: vincitrice
2016: 5ª
2017: 10ª
2019: 17ª
2020: 8ª
2021: 4ª
2022: 33ª
2023: 3ª
2024: vincitrice
- Parigi-Roubaix

2021: 3ª
2022: vincitrice
2023: 21ª
- Liegi-Bastogne-Liegi

2017: 9ª
2018: ritirata
2019: 9ª
2020: 25ª
2021: 3ª
2022: 5ª
2023: 2ª
2024: 2ª

### Competizioni mondiali
- Campionati del mondo

Copenaghen 2011 - Cronometro Elite: 32ª
Copenaghen 2011 - In linea Elite: 57ª
Limburgo 2012 - Cronosquadre: 8ª
Limburgo 2012 - Cronometro Elite: 15ª
Limburgo 2012 - In linea Elite: 3ª
Toscana 2013 - Cronosquadre: 13ª
Toscana 2013 - Cronometro Elite: 13ª
Toscana 2013 - In linea Elite: 8ª
Ponferrada 2014 - Cronometro Elite: 15ª
Ponferrada 2014 - In linea Elite: 14ª
Richmond 2015 - Cronosquadre: 4ª
Richmond 2015 - In linea Elite: 4ª
Doha 2016 - In linea Elite: 89ª
Bergen 2017 - Cronometro Elite: 18ª
Bergen 2017 - In linea Elite: ritirata
Innsbruck 2018 - Cronometro Elite: 9ª
Innsbruck 2018 - In linea Elite: 13ª
Yorkshire 2019 - Staffetta: 4ª
Yorkshire 2019 - Cronometro Elite: 17ª
Yorkshire 2019 - In linea Elite: 5ª
Imola 2020 - In linea Elite: 3ª
Fiandre 2021 - Staffetta: 3ª
Fiandre 2021 - In linea Elite: 17ª
Wollongong 2022 - Staffetta: 2ª
Wollongong 2022 - In linea Elite: 10ª
Zurigo 2024 - Staffetta: 3ª
Zurigo 2024 - In linea Elite: 3ª
- Coppa del mondo/World Tour

Coppa del mondo 2011: 52ª (17 punti)
Coppa del mondo 2012: 28ª (36 punti)
Coppa del mondo 2013: 5ª (156 punti)
Coppa del mondo 2014: 8ª (255 punti)
Coppa del mondo 2015: 4ª (350 punti)
World Tour 2016: 5ª (523 punti)
World Tour 2017: 5ª (630 punti)
World Tour 2018: 11ª (649,43 punti)
World Tour 2019: 13ª (646,33 punti)
World Tour 2020: 2ª (1567,33 punti)
World Tour 2021: 3ª (2509 punti)
World Tour 2022: 2ª (2710 punti)
World Tour 2023: 7ª (1601 punti)
- Giochi olimpici

Rio de Janeiro 2016 - In linea: 3ª
Rio de Janeiro 2016 - Cronometro: 5ª
Tokyo 2020 - In linea: 3ª
Tokyo 2020 - Cronometro: 10ª
Parigi 2024 - Cronometro: 8ª
Parigi 2024 - In linea: 9ª

### Competizioni continentali
- Campionati europei

Offida 2011 - Cronometro Under-23: 8ª
Offida 2011 - In linea Under-23: 6ª
Goes 2012 - Cronometro Under-23: 3ª
Plumelec 2016 - Cronometro Elite: 7ª
Plumelec 2016 - In linea Elite: 3ª
Herning 2017 - Cronometro Elite: 17ª
Herning 2017 - In linea Elite: 20ª
Glasgow 2018 - In linea Elite: 15ª
Glasgow 2018 - Cronometro Elite: 6ª
Alkmaar 2019 - Staffetta mista: 3ª
Alkmaar 2019 - In linea Elite: 17ª
Plouay 2020 - In linea Elite: 2ª
Trento 2021 - Staffetta mista: vincitrice
Trento 2021 - In linea Elite: 32ª

## Riconoscimenti
- Giro d'onore della Federazione Ciclistica Italiana nel 2012[12]
- Oscar TuttoBici - categoria donne élite nel 2015[13], 2016[14], 2017[15], 2020[16], 2021[17], 2022[18] e 2024[19]